# Kyštymska katastrofa
Kyštymska katastrofa je slučaj radijacijskog zagađenja koji se dogodio 29. rujna 1957. u postrojenju za preradu nuklearnog goriva Majak u Rusiji (tadašnjem SSSR-u). Označen je ocjenom 6 na međunarodnoj ljestvici nuklearnih događaja (ljestvici INES), što ga čini trećim najozbiljnijim nuklearnim događajem u povijesti (poslije Černobilske katastrofe i nesreće u Fukushimi 2011.). Dogodio se u gradu Ozersku, zatvorenom gradu izgrađenom oko tvornice Majak. Kako Ozersk/ Majak (također poznati kao Čeljabinsk-40 i Čeljabinsk-65) nisu bili označeni na zemljovidima, nesreća je dobila ime po Kyštymu, najbližem poznatom gradu.

## Pozadina
Nakon Drugog svjetskog rata, SSSR je zaostajao za Sjedinjenim Državama u razvoju nuklearnog oružja. Zbog toga, započeo je ubrzani program kojim su se istraživali i razvijali načini prerade uranija i plutonija kako bi ih se dobilo dovoljno da se koristi u vojne svrhe. Tvornica Majak izgrađena je između 1945. i 1948. godine. Na početku, sovjetskim fizičarima je nedostajalo određeno znanje o nuklearnoj fizici, odnosno informacije koje bi ih upozorile na opasnost samog projekta te je otežana mogućnost procjene sigurnosti odluka. Uz to, zaštita okoliša se nije ozbiljno razmatrala u ranim fazama razvoja. Tome svjedoči činjenica da se isprva, radioaktivni otpad visoke razine iz tvornice Majak ispuštao izravno u obližnju rijeku. Ta rijeka je otpad nosila u rijeku Ob koja je tekla dalje u Arktički ocean. Kasnije je jezero Karačaj rabljeno kao skladište na otvorenom. 
Ustanova za skladištenje ukapljenog nuklearnog otpada dodana je oko 1953. godine. Sastojala se od čeličnih spremnika postavljenih na betonsku osnovu 8,2 metra pod zemljom. Otpad je sam sebe zagrijavao zbog visoke razine radioaktivnosti (iako lančana reakcija nije bila moguća). Zbog toga je oko svakog skupa od 20 spremnika izgrađen hladnjak. Postrojenja za praćenje rada hladnjaka i sadržaja spremnika nisu bila prikladna.

## Eksplozija
U rujnu 1957. sustav za hlađenje u jednom od rezervoara koji je sadržavao od 70 do 80 tona tekućeg radioaktivnog otpada pokvario se i nije bio popravljen. Temperatura je počela rasti, što je dovelo do isparavanja i kemijske eksplozije isušenog otpada koji se sastojao uglavnom od amonijevog nitrata i acetata (za izradu amonij nitratne bombe). Eksplozija, čija je snaga ekvivalent eksploziji količine između 70 i 100 tona TNT, odbacila je betonski poklopac težak 160 tona u zrak. 
U sljedećih 10 do 11 sati radioaktivni oblak kretao se k sjeveroistoku otišavši od 300 do 350 kilometara od mjesta eksplozije. Čestice iz oblaka dovele su do dugoročne kontaminacije područja većeg od 800 četvornih kilometara uglavnom cezijem-137 i stroncijem-90.

## Posljedice
Zbog tajnosti koja je okruživala tvornicu Majak, stanovništvo u pogođenim područjima isprva nitko nije obavijestio o nesreći. Tjedan dana kasnije (6. listopada) počela je operacija evakuacije 10.000 ljudi iz pogođenog područja, no nikomu nisu rekli razlog. Ljudi su zapali u histeriju od straha zbog pojave nepoznatih „misterioznih" bolesti koje su počele izbijati. Žrtvama je koža „otpadala" s lica, ruku i drugih dijelova tijela koji su bili izloženi. 
Sovjetska je vlada 1968. sakrila istočno uralski nuklearni trag osnovavši Istočno uralski prirodni rezervat u koji je zabranjen neovlašten pristup.
Glasine o nuklearnoj nezgodi negdje u blizini Čeljabinska dugo su kružile Zapadom. Da je došlo do ozbiljne nuklearne nesreće istočno od Urala na kraju je zaključeno iz istraživanja o utjecaju radijacije na biljke, životinje i ekosustave koje je sa suradnicima objavio profesor Leo Tumerman, bivši načelnik biofizičkog laboratorija na Institutu za molekularnu biologiju u Moskvi.

## Trenutna situacija
Za razinu radijacije u samom Ozersku se tvrdi da je sigurna za ljude, ali područje oko Radioaktivnog traga istočnog Urala još uvijek je jako radioaktivno. 

## Vanjske poveznice
- Arhivirana inačica izvorne stranice od 23. kolovoza 2011. (Wayback Machine)
- Službeni dokumenti  Arhivirana inačica izvorne stranice od 21. siječnja 2013. (Wayback Machine) o katastrofi.